# Oratemnus proximus
Oratemnus proximus är en spindeldjursart som beskrevs av Beier 1932. Oratemnus proximus ingår i släktet Oratemnus och familjen Atemnidae. Inga underarter finns listade i Catalogue of Life.